# Criorhina caudata
Criorhina caudata är en tvåvingeart som beskrevs av Charles Howard Curran 1925. Criorhina caudata ingår i släktet pälsblomflugor, och familjen blomflugor. Inga underarter finns listade i Catalogue of Life.